# Blade (série de films)
Pour les articles homonymes, voir Blade.
 Pour plus de détails, voir Fiche technique et Distribution

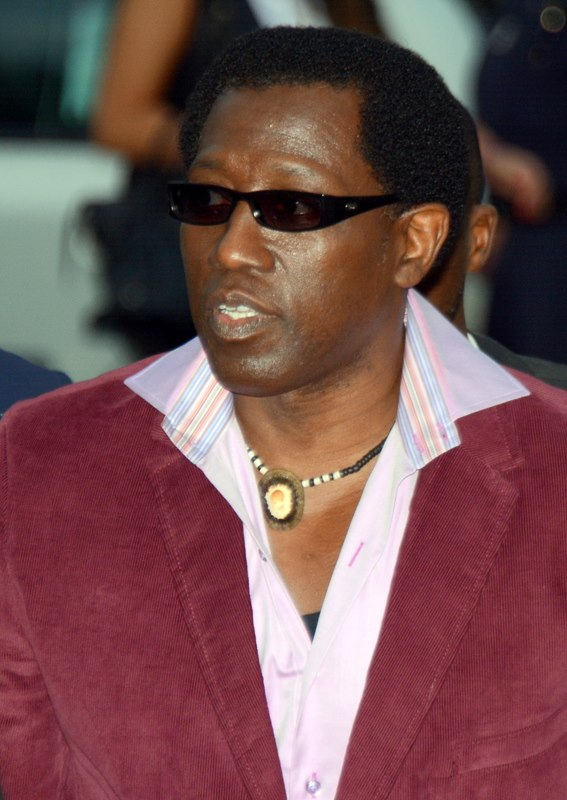
Wesley Snipes, ici en 2014, interprète Blade dans les trois films

Blade est une trilogie de films américains écrite par David S. Goyer et inspirée du personnage du même nom créé en 1973 par le scénariste Marv Wolfman et le dessinateur Gene Colan pour Marvel Comics. 
Stephen Norrington a réalisé Blade, sorti en 1998. Guillermo Del Toro a réalisé le second épisode sorti en 2002 et David S. Goyer a réalisé le troisième opus sorti en 2004. Elle raconte les aventures d'un diurnambule (demi-vampire), Eric Brooks dit « Blade » (Wesley Snipes) et de son mentor, Abraham Whistler (Kris Kristofferson) qui combattent les vampires.
En 2006, une série télévisée sera diffusée mais ne connaitra que 12 épisodes. En 2011, une série d'animation japonaise fera office de 4e saison de Marvel Anime.
Au Comic-Con de San Diego en 2015, l'acteur Wesley Snipes évoque la possibilité d'un 4e long métrage,,.
Au Comic-Con de San Diego en 2019, l'acteur Mahershala Ali est annoncé par Kevin Feige (président de Marvel Studios) dans le rôle de Blade dans un film à venir de la phase 4 de l'Univers cinématographique Marvel, produit par Marvel Studios. Le film sera finalement intégré à la phase V suite à au départ du premier réalisateur qui a retardé la production.

## Fiche technique
| Équipe technique           | Films                                        | Films                            | Films                           | Films                            |
| Équipe technique           | Blade (1998)                                 | Blade 2 (2002)                   | Blade: Trinity (2004)           | Blade (à venir)                  |
| -------------------------- | -------------------------------------------- | -------------------------------- | ------------------------------- | -------------------------------- |
| Réalisateurs               | Stephen Norrington                           | Guillermo del Toro               | David S. Goyer                  | à définir                        |
| Scénariste                 | David S. Goyer                               | David S. Goyer                   | David S. Goyer                  | Michael Starrbury                |
| Musique                    | Mark Isham                                   | Marco Beltrami                   | RZA                             | à définir                        |
| Musique                    | Mark Isham                                   | Marco Beltrami                   | Ramin Djawadi                   | à définir                        |
| Photographie               | Theo van de Sande                            | Gabriel Beristain                | Gabriel Beristain               | à définir                        |
| Montage                    | Paul Rubell                                  | Peter Amundson                   | Conrad Smart                    | à définir                        |
| Montage                    | Paul Rubell                                  | Peter Amundson                   | Howard E. Smith                 | à définir                        |
| Producteurs                | Robert Engelman                              | David S. Goyer (délégué)         | David S. Goyer (délégué)        | Kevin Feige                      |
| Producteurs                | Peter Frankfurt                              |                                  |                                 |                                  |
| Producteurs                | Wesley Snipes                                |                                  |                                 |                                  |
| Producteurs                | Avi Arad (délégué)                           |                                  |                                 |                                  |
| Producteurs                | Stan Lee (délégué)                           |                                  |                                 |                                  |
| Producteurs                | Lynn Harris (délégué pour les deux premiers) |                                  |                                 |                                  |
| Sociétés de production     | New Line Cinema                              | New Line Cinema                  | New Line Cinema                 | Marvel Studios                   |
| Sociétés de production     | Amen Ra Films                                |                                  |                                 | Marvel Studios                   |
| Sociétés de production     | Imaginary Forces                             |                                  |                                 | Marvel Studios                   |
| Sociétés de production     | Marvel Enterprises                           |                                  |                                 | Marvel Studios                   |
| Sociétés de production     |                                              | Justin Pictures                  | Shawn Danielle Productions Ltd. | Marvel Studios                   |
| Sociétés de production     |                                              | Linovo Productions GmbH & Co. KG | Peter Frankfurt Productions     | Marvel Studios                   |
| Sociétés de distribution   | New Line Cinema                              | New Line Cinema                  | New Line Cinema                 | Walt Disney Studios Distribution |
| Sociétés de distribution   | Metropolitan Filmexport                      |                                  |                                 | Walt Disney Studios Distribution |
| Durée                      | 120 minutes                                  | 117 minutes                      | 113 minutes                     | à définir                        |
| Budget                     | 45 000 000 $                                 | 54 000 000 $                     | 65 000 000 $                    | à définir                        |
| Dates de sortie États-Unis | 21 août 1998                                 | 22 mars 2002                     | 8 décembre 2004                 | à définir                        |
| Dates de sortie France     | 18 novembre 1998                             | 19 juin 2002                     | 8 décembre 2004                 | à définir                        |
| Pays de production         | États-Unis                                   | États-Unis                       | États-Unis                      | États-Unis                       |
| Pays de production         | Allemagne                                    |                                  |                                 |                                  |

## Distribution
| Personnages         | Films              | Films              | Films                 |                 |
| Personnages         | Blade (1998)       | Blade 2 (2002)     | Blade: Trinity (2004) | Blade (à venir) |
| ------------------- | ------------------ | ------------------ | --------------------- | --------------- |
| Eric Brooks / Blade | Wesley Snipes      | Wesley Snipes      | Wesley Snipes         | Mahershala Ali  |
| Abraham Whistler    | Kris Kristofferson | Kris Kristofferson | Kris Kristofferson    |                 |
| Deacon Frost        | Stephen Dorff      |                    |                       |                 |
| Dr. Karen Jenson    | N'Bushe Wright     |                    |                       |                 |
| Quinn               | Donal Logue        |                    |                       |                 |
| Mercury             | Arly Jover         |                    |                       |                 |
| Vanessa Brooks      | Sanaa Lathan       |                    |                       |                 |
| Racquel             | Traci Lords        |                    |                       |                 |
| Gitano Dragonetti   | Udo Kier           |                    |                       |                 |
| Eli Damaskinos      |                    | Thomas Kretschmann |                       |                 |
| Jared Nomak         |                    | Luke Goss          |                       |                 |
| Priest              |                    | Tony Curran        |                       |                 |
| Nyssa Damaskinos    |                    | Leonor Varela      |                       |                 |
| Dieter Reinhardt    |                    | Ron Perlman        |                       |                 |
| Asad                |                    | Danny John-Jules   |                       |                 |
| Snowman             |                    | Donnie Yen         |                       |                 |
| Chupa               |                    | Matt Schulze       |                       |                 |
| Scud                |                    | Norman Reedus      |                       |                 |
| Dracula / Drake     |                    |                    | Dominic Purcell       |                 |
| Abigail Whistler    |                    |                    | Jessica Biel          |                 |
| Hannibal King       |                    |                    | Ryan Reynolds         |                 |
| Danica Talos        |                    |                    | Parker Posey          |                 |
| Dr. Edgar Vance     |                    |                    | John Michael Higgins  |                 |
| Jarko Grimwood      |                    |                    | Triple H              |                 |
| Asher Talos         |                    |                    | Callum Keith Rennie   |                 |

## Accueil

### Box-office
| Film           | Année  | Recettes au box-office | Recettes au box-office | Recettes au box-office | Nombre d'entrées  | Nombre d'entrées | Budget         | Référence |
| Film           | Année  | États-Unis, Canada     | Reste du monde         | Mondial                | France            | Île-de-France    | Budget         | Référence |
| -------------- | ------ | ---------------------- | ---------------------- | ---------------------- | ----------------- | ---------------- | -------------- | --------- |
| Blade          | 1998   | 70 087 718 $           | 61 095 812 $           | 131 183 530 $          | 653 288 entrées   | 160 506 entrées  | 45 millions $  | ,         |
| Blade 2        | 2002   | 82 348 319 $           | 72 661 713 $           | 155 010 032 $          | 1 238 432 entrées | 260 764 entrées  | 54 millions $  | ,         |
| Blade: Trinity | 2004   | 52 411 906 $           | 76 493 460 $           | 128 905 366 $          | 634 441 entrées   | 159 085 entrées  | 65 millions $  | ,         |
| Totaux         | Totaux | 204 847 943 $          | 210 250 985 $          | 415 098 928 $          | 2 526 161 entrées | 580 355 entrées  | 164 millions $ |           |

### Critique
| Film           | Rotten Tomatoes     | Metacritic         | CinemaScore |
| -------------- | ------------------- | ------------------ | ----------- |
| Blade          | 55% (84 critiques)  | 45% (23 critiques) | A-          |
| Blade II       | 59% (136 critiques) | 52% (28 critiques) | B+          |
| Blade: Trinity | 26% (163 critiques) | 38% (30 critiques) | B+          |